# Lancia puncticilialis
Lancia puncticilialis là một loài bướm đêm trong họ Crambidae.